# ON THE PROWL
『ON THE PROWL』（オン・ザ・プロール）は、日本のヘヴィメタルバンドLOUDNESSの9枚目のオリジナル・アルバム。1991年2月25日発売。
発売元はワーナーミュージック・ジャパン。
2002年2月14日に廉価盤が発売された。2009年12月23日にSHM-CD仕様の24ビットデジタルリマスター盤、2015年10月7日に新規リマスター盤が発売された。

## 解説
第2期LOUDNESS2枚目のアルバムであり、LOUDNESSデビュー10周年記念作品。フルアルバムとしては第2期最後の作品となった（スタジオ音源としては、丁度7ヶ月後にリリースされたミニアルバム『SLAP IN THE FACE』が最後）。
タイトルの「ON THE PROWL」とは、英語で「うろつく」または「探し回る」といった意味合いがある。
全11曲収録されているが、新曲は序盤の3曲のみで、他の8曲は第1期に制作された楽曲のリメイクで占められている。第1期からの選曲は、海外未発売の作品からとなっている。
新曲については前作『SOLDIER OF FORTUNE』に見られたメロディアスさは鳴りを潜め、硬派なロックンロールの面を強調している。その一方、リメイク曲については、メロディアスを強調しているものが多く見られる。
歌詞は、ボーカルのマイク・ヴェセーラが全て手掛けている。第1期のリメイク曲についても、マイクによって新たな歌詞が付けられているが、二井原実が作詞した原曲とは内容が異なっており、その半数以上が曲名自体も変更されている。
本作のために「CRAZY DOCTOR」も1990年にスタジオレコーディングされていたが、収録される事無く20年以上お蔵入りとなっていた。その後、2012年1月18日にリリースされたベスト盤『LOUDNESS BEST TRACKS -WARNER YEARS-』で、ボーナストラックとしてその音源が初収録された。
また、新曲である「LOVE TOYS」は、第一期に二井原が歌ったデモ音源が存在しており、2017年9月20日発売の『HURRICANE EYES 30th ANNIVERSARY Limited Edition』のDisc 3「DEMO TRACKS」に収録された。
ジャケットは、仰向けになって倒れている、岩あるいは砂の身体を持つ男の胸を、ドラゴンが突き破って夕日に向かって飛び去っているもので、男の右手のひらには地球（アメリカ大陸が見えている）が乗っているという、ファンタジー調なイラストが描かれている。
本作から、第1期のものから一新した、鋭角的なデザインのバンドロゴが登場した。このロゴはワーナー在籍時代最後のCDである、ベストアルバム『MASTERS OF LOUDNESS』まで使用されている。
オリジナルリリースの初回盤は、ブックレット（写真集）、ブックレットとCDケースを入れる紙製の箱が付属していた。
オリコンチャートでは7位にランクインし、LOUDNESSのアルバムで『LOUDNESS』、『THUNDER IN THE EAST』に次いで3番目に高い順位。

## 収録曲
1. DOWN'N'DIRTY　[4:40]
ミドルテンポな楽曲。本作の先行シングル（12thシングル）としてリリース。2期以降のライブで演奏される機会が多い。
2. PLAYING GAMES　[3:48]
イントロのトリッキーなギターリフが印象的なロックンロール。
3. LOVE TOYS　[4:06]
4. NEVER AGAIN　[5:11]
原曲は7thシングル『RISKY WOMAN』カップリング2曲目の「Silent Sword」、またはその日本語版である「Losing You」。
5. DEADLY PLAYER　[4:52]
原曲は2ndアルバム『DEVIL SOLDIER 〜戦慄の奇蹟〜』1曲目の「Lonely Player」。
6. TAKE IT OR LEAVE IT　[4:27]
原曲は4thアルバム『DISILLUSION 〜撃剣霊化〜』7曲目の「Milky Way」。
12thシングル「DOWN'N'DIRTY」カップリング曲。
7. GIRL　[4:13]
原曲は3rdアルバム『DEVIL SOLDIER 〜戦慄の奇蹟〜』4曲目の「Girl」。
原曲は2分34秒と短かったが、本曲では間奏が追加されるなど曲構成が変更され、演奏時間が延びている。
8. LONG DISTANCE　[4:20]
原曲は1stミニアルバム『JEALOUSY』2曲目の「Long Distance Love」。
9. IN THE MIRROR　[3:36]
原曲は2ndシングル『GERALDINE』カップリング曲、及び3rdアルバム『THE LAW OF DEVIL'S LAND 〜魔界典章〜』2曲目の「IN THE MIRROR」。本作リリース後にシングルカットされた。
10. SLEEPLESS NIGHTS　[4:29]
原曲は3rdアルバム『THE LAW OF DEVIL'S LAND 〜魔界典章〜』8曲目の「Sleepless Night」。
のちにリリースされた13thシングル『IN THE MIRROR』カップリング曲。
11. FIND A WAY　[7:33]
原曲は1stアルバム『THE BIRTHDAY EVE 〜誕生前夜〜』5曲目の「To Be Demon」。イントロを含めて、リメイク曲では最も原曲から離れたアレンジがされている。

## カヴァー
- IN THE MIRROR
  - ルカ・トゥリッリズ・ラプソディー『Ascending to Infinity』（2012年）日本盤ボーナストラックのみ収録。

## クレジット
- Background Vocals：Gary
- Supervisor：George Azuma
- Engineer, Mixing：Mark Dearnley
- Assistant Engineer：Jesse Henderson, Charles Paakkari, Chris Rich
- Mastering：Bob Ludwig
- Photography：William Hames
- Illustrations：Jim Warren